# Exodeoxiribonucleasa I
La exodeoxiribonucleasa I (EC 3.1.11.1) es una enzima nucleasa que cataliza la reacción de rotura exonucleolítica de deoxinucleótidos en la dirección 3' → 5' para formar nucleósido-5'-fosfatos. Algunos organismos que expresan esta enzima son la Escherichia coli, Buchnera aphidicola, Haemophilus influenzae y Enterobacteria fago T4. Los nombres alterntivos de esta enzima son exonucleasa I y E.coli exonucleasa I.
Tiene preferencia por el ADN de cadena simple. La enzima de la Escherichia coli hidroliza el ADN glucosilado. Algunas enzimas similares son la ADNasa III de los mamíferos, la exonucleasa IV, las exodeoxiribonucleasas inducidas por T2 y T4.